# Obert Internacional d'Escacs Vila de Sitges
L'Obert Internacional d'Escacs Vila de Sitges és un torneig d'escacs que es juga a Sitges, el més antic de Catalunya, conjuntament amb l'Obert de Badalona. El torneig és vàlid per Elo FIDE, FEDA i FCE. L'Obert és computable pel Circuit Català d'Oberts Internacionals d'Escacs. El torneig està organitzat per la Penya d'Escacs Casino Prado Suburense i l'Hotel & Apartaments Sunway Playa Golf.

## Quadre d'honor
Quadre de totes les edicions amb els tres primers de la classificació general:
| Any  | Edició                               | Campió                  | Subcampió                    | Tercer                           |
| ---- | ------------------------------------ | ----------------------- | ---------------------------- | -------------------------------- |
| 1975 | I Obert                              | E. Almiñana             | R.Marcet                     | A.Bosch                          |
| 1976 | II Obert                             | E. Almiñana             | Pau Servat                   | J.Ferret                         |
| 1977 | III Obert                            | Pau Servat              | Massana                      | A.Ferret                         |
| 1978 | IV Obert                             | Antoni Montané          |                              |                                  |
| 1979 | V Obert                              | L. Lafuente             |                              |                                  |
| 1980 | VI Obert                             | Pau Servat              |                              |                                  |
| 1981 | VII Obert                            | Francesc Correa         | Planas                       | Coll                             |
| 1982 | VIII Obert                           | Ángel Martín            | Casacuberta                  | Benet                            |
| 1983 | IX Obert                             | Víctor Vehí             | Herrero                      | Michel Jadoul                    |
| 1984 | X Obert                              | Ralf Åkesson            | José Luis Fernández          | Polster                          |
| 1985 | XI Obert                             | FJ Ochoa d'Echagüen     | Jaan Eslon                   | Xavier Mateu                     |
| 1986 | XII Obert                            | Marcelo Tempone         | Hermesman                    | Zenón Franco                     |
| 1987 | XIII Obert                           | Manuel Rivas            | Marcel Sisniega              | Miquel Illescas                  |
| 1988 | XIV Obert                            | Javier Campos Moreno    | Enric Fernàndez              | Jordi Magem                      |
| 1989 | XV Obert                             | Alfons Romero Holmes    | V.Hresc                      | Jesús de la Villa                |
| 1990 | XVI Obert                            | Sílvio Danaílov         | Hicham Hamdouchi             | Rini Kuijf                       |
| 1991 | XVII Obert                           | Pablo Zarnicki          | Pablo Ricardi                | Rini Kuijf                       |
| 1992 | XVIII Obert                          | Hicham Hamdouchi        | Rini Kuijf                   | Liuben Spassov                   |
| 1993 | XIX Obert                            | Semko Semkov            | Rini Kuijf                   | Mihai Șubă                       |
| 1994 | XX Obert                             | Mihail Marin            | Rini Kuijf                   | Hicham Hamdouchi                 |
| 1995 | XXI Obert                            | J. L. Fernández Garcia  | L.Spassov                    | Hicham Hamdouchi                 |
| 1996 | XXII Obert                           | Oleg Kornéiev           | Mihail Marin                 | Rolando Kutirov                  |
| 1997 | XXIII Obert                          | N. Nickcevic            | Mihail Marin                 | Jordi Magem                      |
| 1998 | XXIV Obert                           | Nicola Mitkov           | Frans Andre Cuijpers         | Rini Kuijf                       |
| 1999 | XXV Obert                            | Mihail Marin            | Nicola Mitkov                | Frans Andre Cuijpers             |
| 2000 | XXVI Obert                           | Víktor Moskalenko       | Vladimir Georgiev            | Jorge Armando González Rodríguez |
| 2001 | XXVII Obert                          | Salvador Alonso         | Alfonso Jérez Pérez          | Jorge Iglesias                   |
| 2002 | XXVIII Obert                         | Josep Anton Lacasa Díaz | Miguel Muñoz                 | Víktor Moskalenko                |
| 2003 | XXIX Obert                           | Vladimir Georgiev       | Juan Borges Mateos           | S.Alonso                         |
| 2004 | XXX Obert                            | Víktor Moskalenko       | Oleg Kornéiev                | Juan Borges Mateos               |
| 2005 | XXXI Obert                           | Oleg Kornéiev           | Víktor Moskalenko            | George-Gabriel Grigore           |
| 2006 | XXXII Obert                          | Víktor Moskalenko       | Vladímir Iepixin             | Mircea Pârligras                 |
| 2007 | XXXIII Obert                         | Víktor Moskalenko       | Zbigniew Pakleza             | Vladímir Burmakin                |
| 2008 | XXXIV Obert                          | Zbigniew Pakleza        | Karen Movsziszian            | Gabor Papp                       |
| 2009 | XXXV Obert                           | Lars Karlsson           | Yuri Solodovnichenko         | José González García             |
| 2010 | XXXVI Obert                          | José González García    | Aleksei Bàrsov               | Fernando Peralta                 |
| 2011 | XXXVII Obert                         | Stefan Djuric           | Miguel Muñoz Pantoja         | Aleksei Bàrsov                   |
| 2012 | XXXVIII Obert                        | Evgeny Vorobiov         | David Arenas                 | Jakub Czakon                     |
| 2013 | XXXIX Obert                          | Karèn H. Grigorian      | Aleksei Bàrsov               | Daniel Pulvett Marin             |
| 2014 | XXXX Obert                           | Kevel Oliva Castañeda   | Camilo Ernesto Gómez Garrido | Diptayan Ghosh                   |
| 2015 | XXXXI Obert                          | Johan Salomon           | Karèn H. Grigorian           | Jorge Cori Tello                 |
| 2016 | XXXXII Obert                         | Serguei Vólkov          | Karen Movsziszian            | Sharma Himanshu                  |
| 2017 | XXXXIII Obert                        | Jorge Cori              | Serguei Vólkov               | Kevel Oliva                      |
| 2018 | XXXXIV Obert                         | Gadir Guseinov          | Serguei Vólkov               | Miguel Muñoz                     |
| 2019 | XXXXV Obert                          | Serguei Vólkov          | Namig Guliyev                | Ankit Dalal                      |
| 2020 | No disputat per la pandèmia de Covid |                         |                              |                                  |
| 2021 | No disputat per la pandèmia de Covid |                         |                              |                                  |
| 2022 | XXXXVI Obert                         | Brandon Clarke          | Frank Bracker                | Dylan Berdayes                   |
| 2023 | XXXXVII Obert                        | Dylan Berdayes          | Mario Villanueva             | Oleksandr Kovtxan                |
| 2024 | XXXXVIII Obert                       | Robert Alomà            | Brandon Clarke               | Tomas Laurusas                   |